# AC Brooklands Ace
L'AC Brooklands Ace est un roadster construit par AC Cars de 1993 à 2000. Le modèle automobile a arrêté sa construction en 2000 pour le peu d'exemplaires vendus. Elle a même conduit AC à la faillite.